# Buenavista (Sabanilla)
Buenavista es una localidad del estado mexicano de Chiapas. Es parte del municipio de Sabanilla.

## Demografía
| Gráfica de evolución demográfica |
|                                  |

| Censo | Población |
| ----- | --------- |
| 1910  | 119       |
| 1921  | 224       |
| 1930  | 159       |
| 1940  | 210       |
| 1950  | 224       |
| 1960  | 383       |
| 1970  | 536       |
| 1980  | 723       |
| 1990  | 962       |
| 2000  | 1 167     |
| 2010  | 1 229     |
| 2020  | 1 417     |